# Лозоплетение
Лозоплете́ние, корзиноплетение — ремесло по изготовлению различных изделий (например корзин, хлебниц, шляп, лаптей) из гибких переплетённых прутьев (главным образом ивовых) и лент (из расщеплённого ивового прута, липового лыка и мочала), стеблей различных растений, соломы.
К предметам лозоплетения условно относится плетёная мебель, на изготовление каркаса которой идут палки (стволы с диаметром в комле порядка 1,5—4 см), которые не переплетаются между собой, а соединяются определённым образом и затем оплетаются. Загибание таких палок требует больших усилий и специальных приспособлений (шаблонов).
Под лозой подразумевают любой природный материал растительного происхождения, способный при определённой обработке с лёгкостью гнуться, а в обычных условиях держать форму. Слово «лоза» произошло от виноградной лозы, из которой плели корзины. Часто материалом для плетения служит ивовый прут, который используют для плетения как в Европе, так и в Азии, кроме того, в Азии плетут из такого материала, как ротанг и бамбук. Техника плетения из лозы может быть самой разнообразной.

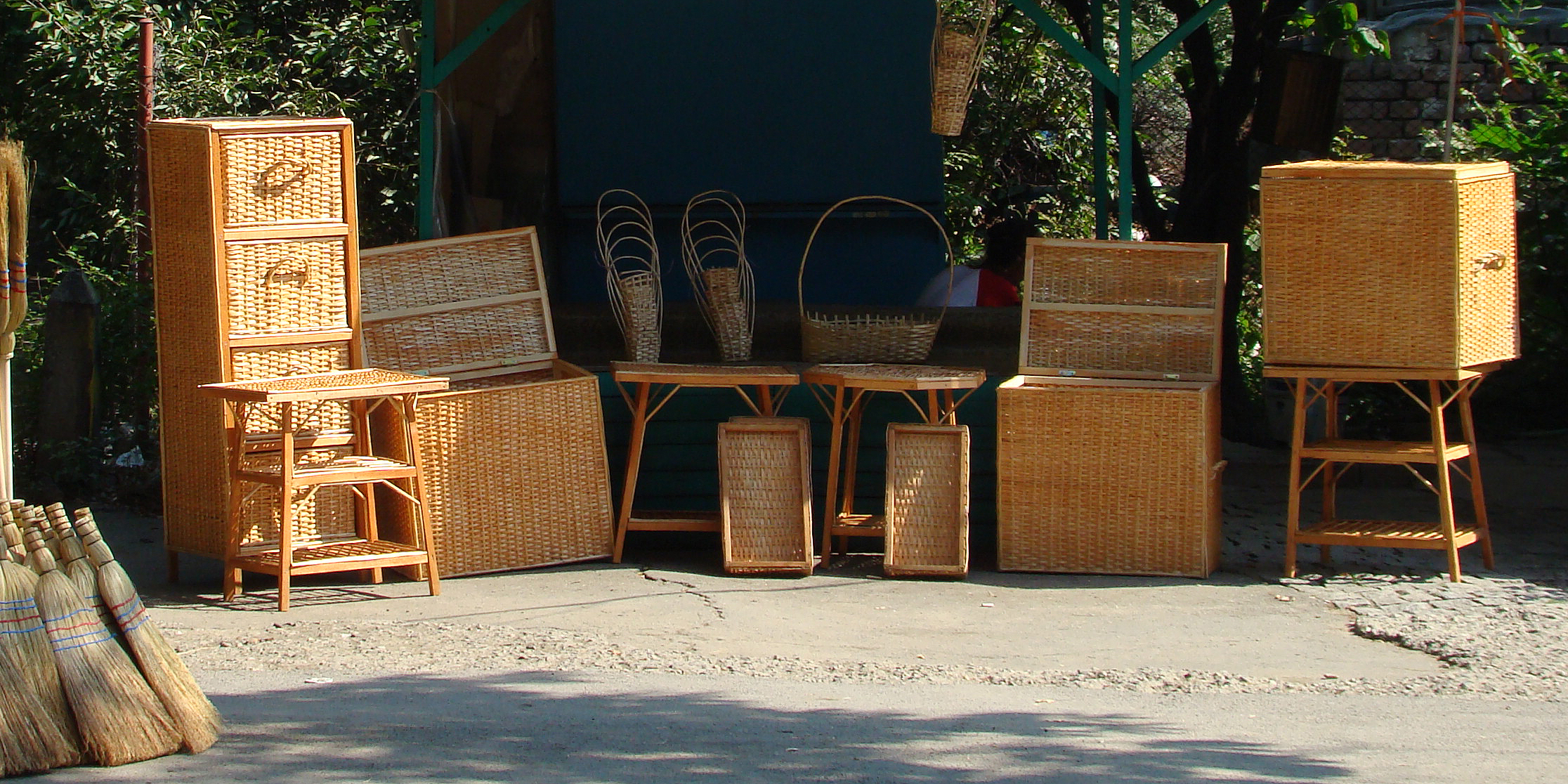
Плетёная мебель и другие изделия
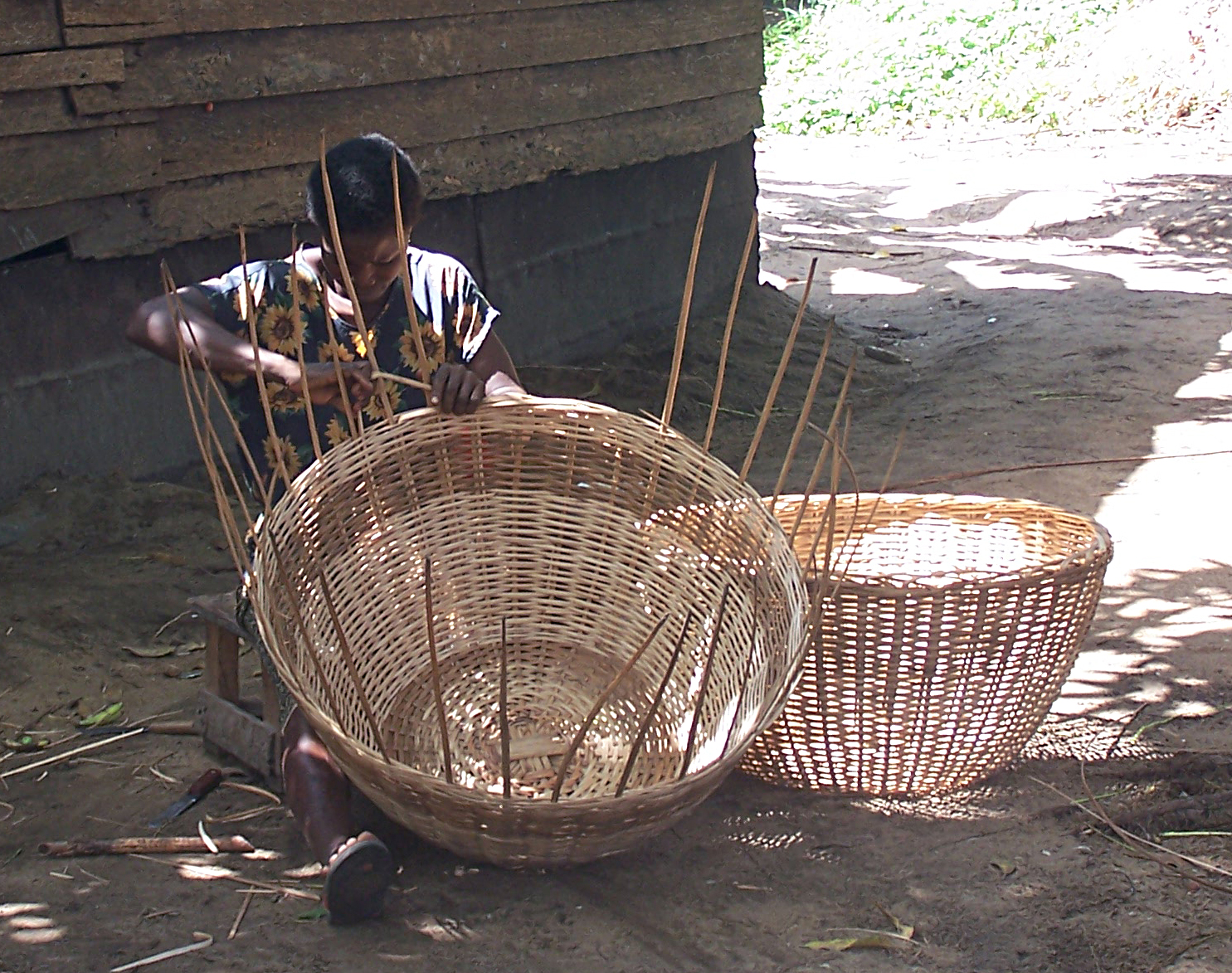
Плетение корзины в Камеруне

## История
Плетение, как ремесло имеет долгую историю и возникло оно раньше, чем металло- и деревообработка, что обусловлено большим количеством природного материала и отсутствием орудий производства. Оно уходит своими корнями к эпохе неолита, или каменного века, в этот период в разных частях света человек начал изготавливать циновки, сосуды, корзины и орудия для рыболовства и охоты. С помощью плетения строились стены домов для жилья и хозяйства. По одной из версий плетение явилось прародителем ткачества.
При раскопках в гробнице Тутанхамона были обнаружены два плетёных стула, которые хорошо сохранились и выглядят вполне современно.
В Древнем Риме патриции возлежали на ложах, сделанных из прутьев ивы. Одно из них, изготовление которого датируется II столетием новой эры, хранится в музее Треве.
В античную эпоху для плетения использовали ветви деревьев и кустарников, особенно ивы, а также корни и другие материалы. Основным видом плетёных изделий были корзины, разнообразные по форме и назначению.
Художники в эпоху Возрождения сохранили на своих полотнах совершенство интерьера и быта, сплетенного из ивового прута: повозки, колыбели, корзины, шкатулки, хлебницы, которое было достигнуто в Средние века.

## Россия
В России из лозы первоначально плели корзины, верши, мерёжи и другие снасти для рыболовства. К 1913 г. плетением занимались уже 37 тысяч кустарей в 17 губерниях, а в 1920 г. был выпущен каталог, который предлагал тщательно разработанные формы книжных полок, кресел, столов, шестиместных скамей и пр.
Наиболее крупные центры плетения из ивовой лозы были сосредоточены в бывшей Московской губернии и Звенигородском уезде.
Строительство железных дорог способствовало развитию торговли, а изделия из лозы являлись прекрасной упаковкой для перевозимых товаров.
В 1840 г. в Нижегородской губернии, в с. Богородском, был организован промысел, где работало около 500 мастеров, которые за сезон плели более 240 тыс. корзин.
Развитию промыслов способствовали школы по обучению плетения. Одной из первых в 80-х годах XIX столетия была открыта школа при бумагопрядильных фабриках Вознесенской мануфактуры, в 25 км от ст. Пушкино Ярославской железной дороги. Такие же мастерские с производственным обучением были открыты в Киеве, Полтаве, Черкассах, под Курском, в Молдавии.
Начали организовываться фабрики по производству плетёных изделий. Появились мастера, способные удовлетворить самый взыскательный спрос. Народные умельцы создавали, используя простые материалы и доступные способы их обработки, высокохудожественные предметы плетёной мебели, ярко отражающие национальные черты быта и художественные вкусы народов различных регионов нашей страны. Плетёные изделия производились как для богатых, так и для бедных слоёв населения, соответственно повышенной и низкой стоимости.
Ассортимент товаров был очень велик: различная мебель (кресла, диваны, столы, стулья, этажерки, ширмы, кровати, цветочницы и т. д.), дорожные принадлежности (сундуки, чемоданы, сумки, саквояжи, игрушки, посуда, кукольная мебель, погремушки) и пр. Во время Великой Отечественной войны окультуренные плантации ив, заросли рогоза пришли в запустение. Мастерские и фабрики по производству плетёных изделий были разрушены. После окончания войны, в период восстановления народного хозяйства вновь стали открываться при промкомбинатах цеха плетёных изделий, восстанавливались ранее действовавшие фабрики. Началось создание плантаций.
Пионерами в возрождении производства плетёных изделий различного назначения в системе лесного хозяйства являлись Ивантеевский селекционный опытно-показательный питомник и Сорокский лесхоз (Молдова), которые являлись школой передового опыта в данном виде промысла.
Одним из таких мест, где лозоплетение является традиционным промыслом считается Одинцовский район Московской области, где есть целые деревни и посёлки, названия которых связаны с плетением корзин.
Это Большие и Малые Вязёмы (там плели, то есть вязали корзины), названные по имени речки Вязёмки, вдоль которой растут разные виды лозы. Это и Петелино, где жили и работали петельщики — так называли в старину людей, которые плели корзины.
Сейчас лозоплетение утратило былую распространённость, но до сих пор является любимым занятием многих деревенских жителей от Дуная до Волги.

## Европа
Особенно широкое распространение плетёные изделия получили во второй половине XIX и начале XX веков.
В XIX в. в Париже фирма Тиротена выпускала плетёные корзинки различного назначения, пользовавшиеся большим спросом, плетёную мебель, коляски для кукол и другие изделия. Их изготовляли из тонкой окорённой ивовой лозы и покрывали различными красителями, позолотой и серебром. Французские сорта лозы вывозили в Швецию, Германию. В 50-70-е годы XIX в. в Западной Пруссии и Баварии разведение лозы становится одним из новых, развивающихся промыслов.
В 1890 г. группа австрийских и немецких архитекторов тщательно исследовали возможности тростника — мягкого и экономичного мебельного сырья, которое таило в себе неисчерпаемые возможности. Их эксперименты привели к серийному выпуску плетёной мягкой мебели.
Формы плетёной мебели продолжали совершенствоваться. Дизайнеры одной из известных в Англии художественных школ Дж. Флетчер и К. Крамптон представив на выставку произведения плетёной мебели, которые стали эталоном качества и красоты и приобрели такую популярность, что заполнили клубы, дома, кафе и дворцы.

## Америка
Корзины калифорнийских индейцев, пожалуй, известны не только в Америке, но и во всём мире. Они являются неотъемлемой частью индейской культуры, традиций и богатейшей истории. Корзина для индейца больше, чем простая посуда, хотя основное назначение конечно утилитарное. Рисунок на корзине — это рассказ о какой-либо истории, часто известной только самому плетельщику или рассказ о истории семьи или целого клана. Интерес к традиционной индейской корзине сейчас достаточно велик и плетельщики в настоящее время получают хорошую прибыль от продажи корзин. Мастерство нарабатывается не один год и мастер может брать учеников и зарабатывать уроками плетения.
Для основы в корзине использовалась осока (белый цвет), багряник (красный цвет), ива и камыш, а также ситник и сумах трёхлистный. В качестве материала оплётки могли использоваться как шерсть животных, так и расщеплённые иглы ежей. Материалы окрашивались в различные цвета при помощи растительных красителей.
Корзины использовались для различных нужд — не только для хранения пищевых продуктов и различных вещей, но и для приготовления пищи. В корзины с широким верхом складывались раскалённые камни, от которых нагревалось содержимое корзины. Камни не вынимали, пока пища не будет готова. Такие корзины, как и корзины для хранения воды должны были быть сплетены очень плотным плетением. Кроме того, в корзины складывались различные вещи — от ценностей до одежды. Корзина могла быть подарком и тогда она украшалась бисером, бусинами, перьями. Это считалось очень ценным подарком.

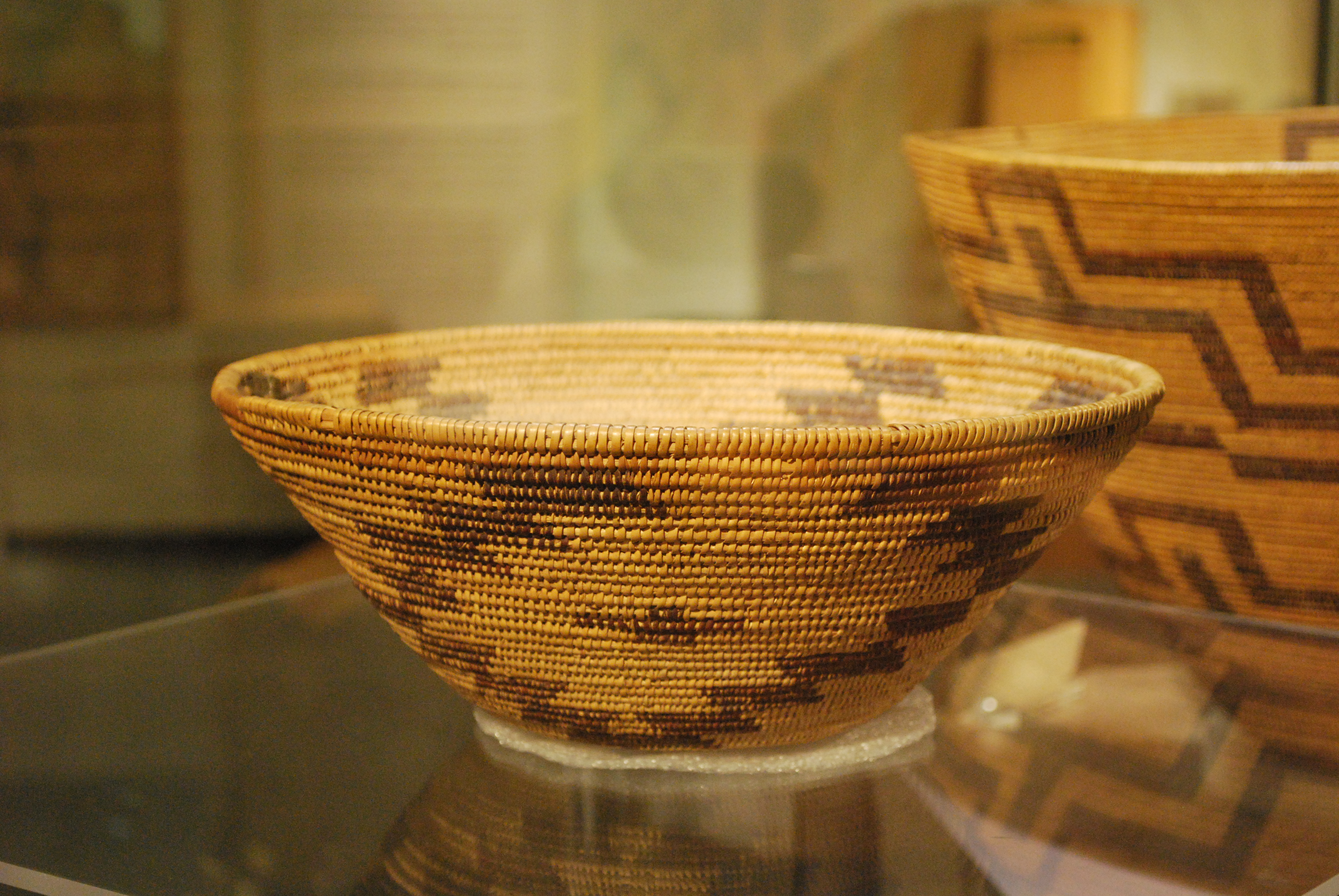
Корзины племени майду (Калифорния, США)
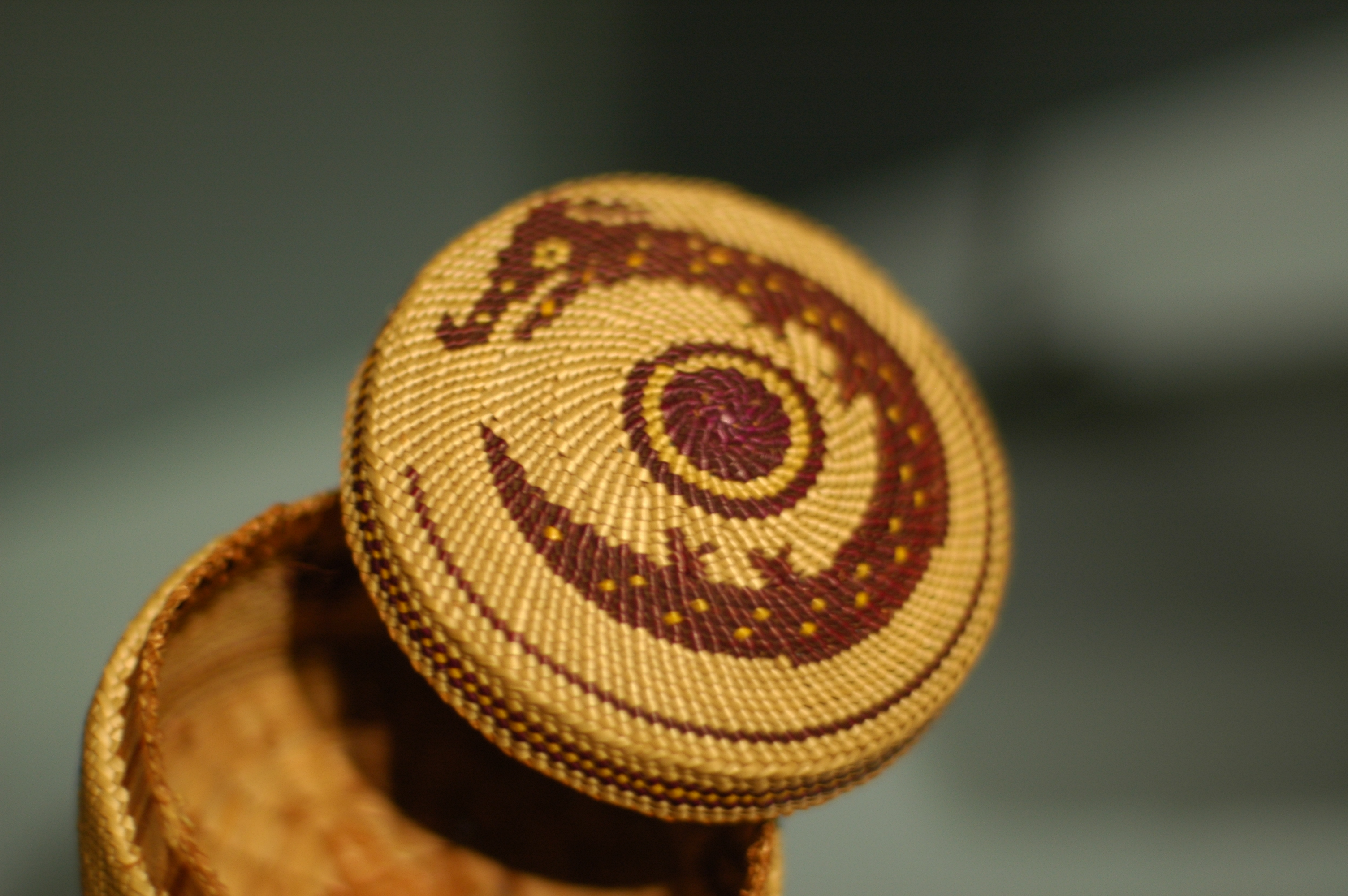
Корзина диаметром 5 см. Племя нутка, Канада
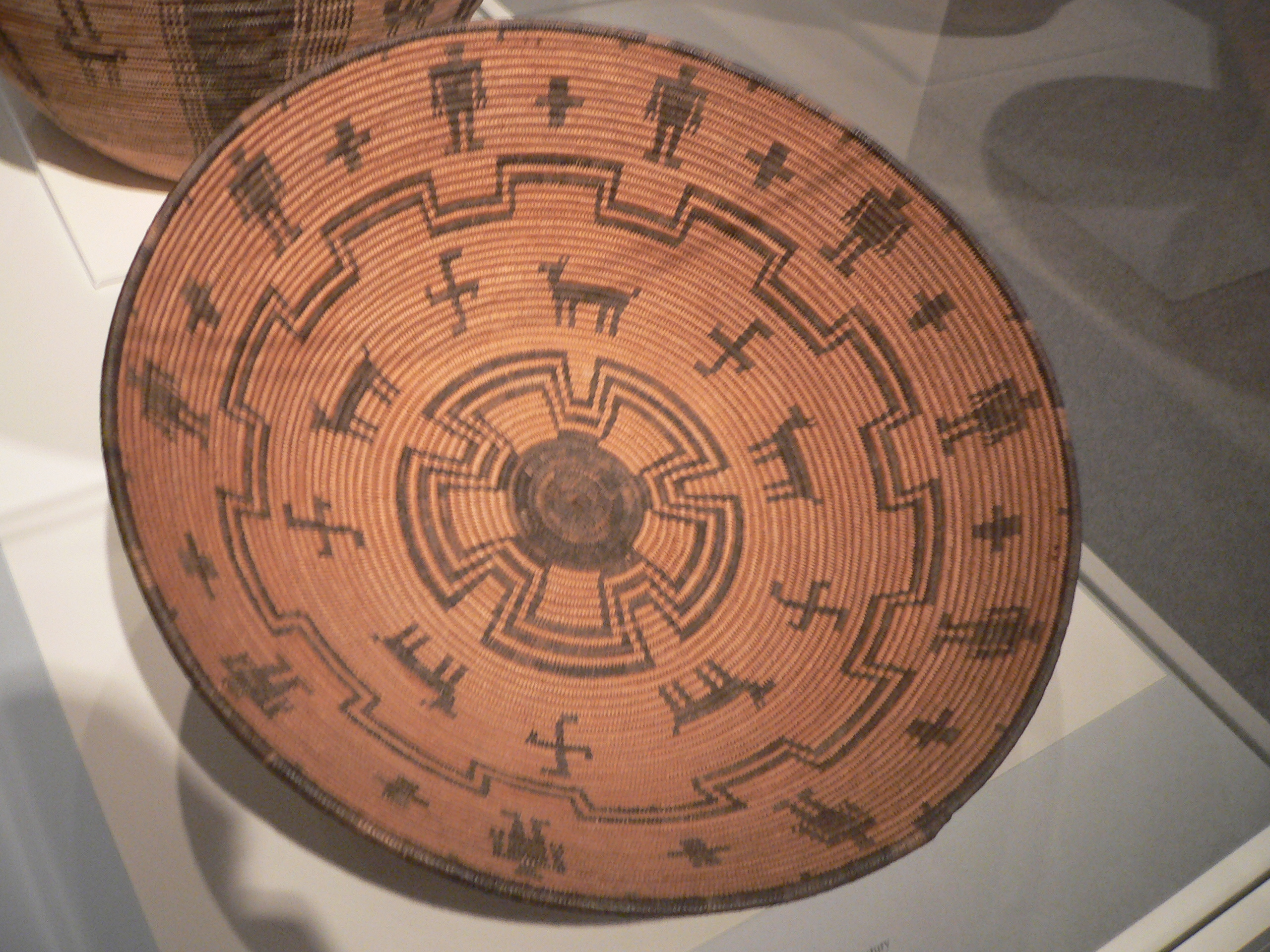
Плетёное блюдо начала XX века, ивовая и камышовая лоза. Племя явапай, юго-запад США